# 华文独立中学
华文独立中学简称独立中学或独中，是由马来西亚华人民辦私立中学总称，區別於國民型華文中學。目前共有63座分布在各个州属。其运作是由华校董事联合总会和华校教师公会（合称董教总）负责，也就是马来西亚华校董事联合会总会（董总）。马来西亚华文独立中学的政策就是要肩负着发展中华民族母語教育，为国储才的教育任务。
由于华文不是马来西亚官方语言，华文中学在马来西亚独立后全被改制为国民型华文中学，而不接受改制的就称作独立中学，独中方面须在经济上自力更生，因此独中成了民办的教育体制，学生除了要自行缴付学费，全校上下也需时常对外募捐筹款，以维持学校的日常开销。此外，一些独中也采取新颖的集资措施，如与银行、商业机构合作，通过互惠互利的方式筹取持续性的发展基金。

## 简史

### 早期历史
早期，1818年就有英华书院（英语：Ying Wa College，旧称Anglo-Chinese College），来自香港的教会男子学校，是英语学校，毕业生可以直接为英政府工作，是由英国传教士马礼逊于1818年创立于英国殖民地马六甲。马来亚第一所中文学校采用广东话为教学语言的五福书院于1819年在槟城成立。新式现代化华文学校的开始是来自满清政治家、思想家和教育家—康有为。他曾受到定居马来亚唐人的邀请，来马来亚居住一段时间。同时，革命领袖孙中山先生也曾前来槟城鼓吹革命与推动新式教育。在这种热络的情势下，马来亚第一所新式现代化学校中华官音学堂，在满清驻槟城理事张弼士的大力捐助下，于1904年在槟城正式开课。满清此时为了拉拢马新华人，以延长国祚，因此连续数年特别派遣视察人员来马新鼓吹办学。尊孔学堂创办于1906年，坤成女子中学及育才学堂分别创办于1908年。此后，新式学堂取代了私塾，而现代化华文学堂随着历史的推移，形成了今天华文独中由来的基础。

### 华文中学的改制压力
在1960年2月18日，教育部长拉曼达立宣布成立教育政策检讨委员会，以检讨《1956年拉萨报告书》。委员会的9位成员包括了陈修信的3位亲信：梁宇皋、王保尼和许金龙。8月4日，《1960年教育检讨报告书》（简称《拉曼达立报告书》)正式公布，并在8月13日获联合邦立法议会通过。
1961年起，政府不再举办以华文为媒介的中学公共考试（初中三年级考试、华文中学升学考试和华文中学离校文凭考试)，只以官方语文——马来文或英文作为考试媒介；在中学方面，规定只有“全津贴中学”，即国民中学（马来文中学）与国民型华文中学（华中），和不受津贴的“独立中学”两种，并由1962年1月1日起，停止对不合格（不接受改制）的局部资助学校的津贴，而独立中学可以继续存在，但须受到政府教育条例之限制。这意味着，华文中学面对两个选择：接受政府的津贴和条件进行改制为国民型华文中学（华中），或是不接受政府分文津贴，成为独立中学。
尽管官方和马华公会会员进行各种宣传活动，强调改制的好处，宣称该报告书乃维护华文教育，并无消灭华文教育、华校、华人语文和文化之意图，但在诱使华文中学接受改制方面仍然受到民间极大的反弹。以陈修信为首的马华公会新领导层，极力支持《拉曼达立报告书》和华文中学改制,马华公会自此与坚决持反对立场的董教总关系紧张，三大机构于是无法操作，实质上已经名存实亡。
1960年11月5日，在马华公会拒绝召开三大机构会议后，董教总自行召开全马华文中学董教会议，大会通过5项议决：
1. 根据《1957年教育法令》第2条国民型中学的定义，不应改变华文中学教学之媒介语；
2. 赞成实施小学免费教育；
3. 应有以华文为媒介语的高初级文凭考试，而价值相等；
4. 应有以华文为教学媒介之后期小学；
5. 小学升中学不应受30%的限制。

1961年上半年，各地华文中学都按兵不动，等待董教总的决定。3月15日，教总主席林连玉先生在槟城召开的教总15人工委会会议上，强调“津贴金可以被剥夺，独立中学不能不办”的坚定立场，大力呼吁全马华文中学不可申请改制，应积极筹办华文独立中学。5月30日，退出马华公会的前教育部副部长朱运兴，以独立人士身份并以反对《拉曼达立报告书》作为竞选宣言，在安顺国会议席补选中，以3千多数票击败马华公会候选人华景裕。
然而，选民的意愿并不能使联盟政府重新检讨整个教育政策。相反的，在1961年下半年，马华公会要员如李三春、李孝友、谢敦禄、李润添等人与教育部部长拉曼达立相继通过电台推销华文中学改制的“好处”和“保证”。教育部和新闻部在当时发放大量宣传品，梁宇皋的《事实胜过雄辩》也印成册子到处派送。而新闻部宣传刊物《今日之谈》几乎每期皆以改制中学为课题。
当局的宣传重点有4项：
1. 改制后有三分之一时间学华文；
2. 董事部不必为经费操心；
3. 学生学费减少，减轻家长的负担；
4. 改制后学生有出路。

### 改制
10月21日，在华社和反对党激烈反对下，国会通过《1961年教育法令》，把《1960年教育检讨报告书》的建议赋予法律地位。

### 东马的华文中学

#### 砂拉越
1960年，砂拉越的18所政府资助和私立华文中学共有学生5,050名，22所政府资助和私立英文中学4,224名学生。当年，砂拉越英殖民政府发表《砂拉越中等教育报告书》(《麦里伦报告书》)，主张把华文中学改制为英文中学。12月6日，英殖民政府总督在立法议会建议所有还未采用英语为教学媒介的中学，在几年内逐步使用英语为所有科目的教学媒介，除了研究土著和中国语言及文学科维持现状。
1961年初，英殖民政府教育部长逖逊致函各华文中学董事会，提出把华文中学改为英文中学的政策，即除了华文科外，其他各科目全部以英文作为教学媒介语，且以10年为期完成改制计划。1961年中旬，英殖民政府发表《国家中等教育白皮书》，规定中学教育必须以英文为教学媒介，否则从1962年4月1日起撤销津贴金。
虽然砂拉越华社强烈反对华文中学改制，但英殖民政府仍强硬推行该改制计划。结果，有6所华文中学拒绝改制为英文中学，而成为华文独立中学，即古晋中华第一中学、古晋中华第三中学和第四中学，诗巫光民中学、建兴中学和开智中学。其他12所接受改制的华文中学则逐步变质，先改为英文中学后再改为马来文中学。在砂拉越、沙巴和马来亚联合邦于1963年组成马来西亚后，1983年砂拉越英文中学逐年改用马来文教学，并在《1996年教育法令》下成为目前的国民中学（马来文中学）。
砂拉越华社不只坚持经营原有6所华文独立中学（于1945年至1960年创办），更在1962年至1968年创办另8所华文独立中学，即诗巫公民中学，诗巫公教中学，美里培民中学，诗巫黄乃裳中学，石角民立中学，美里廉律中学，泗里奎民立中学，西连民众中学。这就是目前砂拉越仅存的14所华文独立中学，学生4,948人。

#### 沙巴
沙巴目前的9所华文独立中学，都是在1960年代（1962-1969）创办的。在《1961年北婆罗洲教育法令》颁布后，英殖民政府实施统一薪津制度，接受资助的华文中学必须受政府管制。1970年，沙巴有14所华文中学，即4所政府资助华文中学和10所私立华文中学。1971年，受政府资助的华文中学逐步改为英文中学。1976年，沙巴受资助的英文中学（包括改制的前华文中学），与西马的英文中学一起逐年改用马来文为教学媒介，并在《1996年教育法令》下成为目前的国民中学（马来文中学）。目前，沙巴有9所华文独立中学，学生6,344人。

### 困境
经历这场威迫利诱和软硬兼施的改制风暴后，华文独中的办学陷入低潮，其生存与发展面临重大危机。在政府废除小学升中学考试后，华文独中面对严重的学生来源短缺问题，更被视为收留落第生和“破铜烂铁”的补习学校，独中整体士气低落，惨淡经营。

### 独中复兴运动
面对极其恶劣的客观环境，华人社会为了挽救民族母语教育，于1973年在霹雳州发动一场席卷全国的华文独中复兴运动，把全国仅存的60所华文独中从灭亡边缘救活和发展起来。董教总于当年成立董教总全国发展华文独立中学工作委员会，并发动筹募全国独中发展基金及提出《独中建议书》作为独中今后发展的方向指导。居銮中华中学（銮中）在陈诗圣于1980年代出任校长后，推出了赞助人计划，鼓励各界支持銮中，打下銮中经济基础和与华团紧密的联系。
经过多年的奋斗和建设，独中工委会在推动独中办学的历程中，无论在课本编纂、举办考试、师资培训、技职教育、学生活动、升学辅导、出版业务、资讯收集、基金筹募、奖贷学金等方面均作出重大贡献。目前，华文独中的办学已达一定的学术水平，其统考文凭受世界许多大专承认。而现在独中的学生人数也逐漸的增长，每年每个家长都抢着独中的位子，可喻"僧多粥少"。

## 教育机制
独中以华文作为主要沟通及教学媒介语。除了以华文教学，独中也拥有本身特有的考试机制。一般上，独中学生被允许参与政府考试如马来西亚教育文凭考试（SPM）等，另外也必须参与高初中独中统一考试（Unified Examination Certificate; UEC），简称统考。此外，独中也采用了有别于国民中学五年制的教学年限，独中生必须完成六年的中学课程方可正式毕业。
由於独中统考并未受馬來西亞政府承认。因此独中毕业生必须前往本地私立学院或海外国家，如中国、新加坡、澳洲等继续升学。持有统考文凭的学生能直接进入这些承认独中文凭的大学就读，而不必事先报读大学先修课程或大专课程。

## 奖学金及拨款
2014年8月25日，时任拉曼大学理事会主席林良实在该大学主席办事处宣布，每年为全马来西亚60间独中提供300份奖学金，让每间独中的5名资优毕业生，凭统考文凭至少4A的优秀学术表现，选修拉曼大学任何学士课程；贫穷家庭的学生每月也将获500令吉津贴。林良实说，拉曼大学也将通过三大主要华团组织，即华总、中华工商总会及董教总进行甄选，每个组织可在60所独中遴选并推荐成绩优秀、品学兼优的独中毕业生，包括来自贫穷家境的学生，再经校方面试后，以获分配每年300份的奖学金。
2018年5月9日由马哈迪·莫哈末领导的希望联盟执政后，分别在2019年与2020年的财政预算案中拨款1200万及1500万令吉予独中。
2021年9月30日，董总主席陈大锦公开感激马华公会总会长魏家祥及署理总会长马汉顺的协助，在独中特别拨款课题上获得财政部拨出1500万令吉拨款。马汉顺隔日透过面子书间接回应独中获得1500万令吉拨款课题，强调只要马华可以帮助独中学校得到这一笔款项，过程并不重要，重要的是结果，引起其它国会议员的质疑和不满，要求教育部对此作出解释。马汉顺随后指出，教育部自同年4月获得财政部的拨款后，就一直与董总主席陈大锦及相关独中人士保持联系，并以低调的方式处理教育问题。然而，教育部高级部长莫哈末拉兹于10月4日在国会下议院为第十二大马计划部门总结时强调，教育部从未给予独中拨款，因为给私立学校拨款超出了该部的权限范围。

## 当前的问题与契机

### 学生来源
由于独中的数目与学额有限，再加上地域限制与个别家庭的经济能力等客观问题，进入独立中学的华小毕业生并不多，每年只有大约十分之一的华小毕业生进入独中，而多数马来西亚华人都把孩子送到国民中学、国民型华文中学（华中）和英语源流学校。部份家长不选择独中是因为认为独中毕业后升学与投入公共服務困难，因为独中文凭并不受官方承认，除此之外獨中學費高昂，並且入學考試困難，但有许多国外私立与本地私立大专以及私人领域承认其文凭。一些私立独中学校会招收外国学生就读。
一般上大型独中的学生来源并不成问题，面对学生来源问题的主要是偏远的小型独中。

### 华社议论课题
华文教育乃至其它非官方语言的外語教育在马来西亚一向是个争议性的敏感政治课题。马来西亚政府所采用的《1956年拉萨报告书》主张马来西亚的教育体系应该以国语（马来文）做为所有学校的主要教学媒介语，并曾以此为最终目标来执行。由于马来西亚华文独立中学是民间私人华文中学抵抗这个国家政策而形成的产物，因而它的争论主要都围绕在马来西亚国家的外語教育问题上。

### 独中和国家的“团结政策”对立
由于马来西亚是一个多元民族及多元文化的国家，种族团结非常重要的。在早期，部份人士就認為只有统一在一种语言、一种文化下才能达到平等与团结，政府也就制定了单一语文政策，并对此观点加以宣传；在认为馬來土著才是国家真正主人的观念下，马来文理所当然成为被用来统一全民的语言。然而此观点一开始就遇到了不少反对声音，尤其是认为“多元文化并存与平等共生才能真正达到团结”的人士的异议。而前者就往往給后者帶上“破坏种族团结”的污名。
独中长期以来所坚持的 “发展中华民族母语教育和承传中华民族文化”的发展方向, 原本是为了让当地华人可接受完整的母語教育。然而在国家语文政策实行下，华文教育工作者尤其是董教总，经常会被马来西亚其他种族人士尤其是以种族主义政党巫统为主的官员批评为“华人极端主义分子”（英語：Extremist Chinese），而独中也被视为“华人的学校”、“中国人的学校”等。
2016年9月4日，柔佛州王储东姑依斯迈批评多源流教育制度，未能真正地促进国民团结。他说，在柔佛，未来不会再有多源流学校，反之只有一种柔佛民族学校，不过，为了宗教目的，柔佛境内的宗教学校仍将维持。该言论随后引起各方议论。
独中乃至华文教育工作人士常被认为是华人极端主义的几个理由：
1. 反对中学改制为单一源流；
2. 课本被认为偏重视中国历史；
3. 课本内容多来自台湾；
4. 认为不同源流学校是种族隔离。

而支持独中与外语教育的人士认为：
1. 用学生未掌握的语言来教学，将事倍功半。语文科与数理挂钩，将牺牲掉语言能力较弱的学生，令数理变成一门不易掌握的知识，会降低学生的学习兴趣，不符合教育原理，尤其是英语不普遍的乡区。而独中以母语教育学生，将有助于学生理解知识。
2. 升上国中的华小毕业生的辍学率一般比独中生高，不能适应语言环境的转变被认为是一大因素，因此国家应该设置多语、多元化的教学环境，让能力不同的学生能有效并快乐地学习。
3. 独中对本国历史、各族的背景历史等一样并重，也注重世界史，以便让学生在认识本国历史的同时也可以了解不同种族之间的历史以及世界的历史，建立国际观与世界观。
4. 独中的课文内容是依据马来西亚政府的教育大纲而自行编写，并不是来自台湾。台湾与中国大陆的教育工作者只是提供技术协助。

## 马来西亚华文獨立中学列表
| 序   | 学校编号 | 州     | 地区         | 中文名称               | 马來文名称                                         | 成立年份 | 邮政 编码 |
| ---- | -------- | ------ | ------------ | ---------------------- | -------------------------------------------------- | -------- | --------- |
| 1    | JPCC001  | 柔佛   | 居銮         | 居鑾中華中學           | Sekolah Menengah Chong Hwa Kluang                  | 1918     | 86000     |
| 2    | JPCA002  | 柔佛   | 峇株巴辖     | 新文龙中华中学         | Sekolah Menengah Chong Hwa Rengit                  | 1957     | 83100     |
| 3    | JPCA001  | 柔佛   | 峇株巴辖     | 峇株吧辖华仁中学       | Sekolah Menengah Cina Batu Pahat                   | 1940     | 83000     |
| 4    | JPCA003  | 柔佛   | 永平         | 永平中学               | Sekolah Menengah Cina Yong Peng                    | 1957     | 83700     |
| 5    | JPCG001  | 柔佛   | 笨珍         | 笨珍培群独立中学       | Sekolah Menengah Pei Chun Pontian                  | 1922     | 82000     |
| 6    | JPCF001  | 柔佛   | 利豐港       | 培华独立中学           | Sekolah Menengah Persendirian Pei Hwa              | 1929     | 84400     |
| 7    | JPCF002  | 柔佛   | 麻坡         | 麻坡中化中学           | Sekolah Tinggi Chung Hwa Muar                      | 1912     | 84000     |
| 8    | JPCB001  | 柔佛   | 新山         | 新山宽柔中学           | SM Foon Yew Johor Bahru                            | 1913     | 80300     |
| 9    | KPC2001  | 吉打   | 亚罗士打     | 吉华独立中学           | Sekolah Menengah Keat Hwa (Persendirian)           | 1911     | 05050     |
| 10   | KPC2002  | 吉打   | 亚罗士打     | 亚罗士打新民独立中学   | Sekolah Menengah Sin Min (Persendirian) Alor Setar |          | 05400     |
| 11   | KPC3001  | 吉打   | 双溪大年     | 双溪大年新民独立中学   | Sekolah Menengah Sin Min (Persendirian) Sg. Petani | 1957     | 08000     |
| 12   | DPC1001  | 吉兰丹 | 哥打峇鲁     | 中华独立中学           | Sekolah Menengah Persendirian Chung Hwa            | 1918     | 16450     |
| 13   | MGC2135  | 马六甲 | 马六甲市     | 培风中学               | Sekolah Menengah Pay Fong                          | 1913     | 75300     |
| 14   | NPC2001  | 森美蘭 | 波德申       | 波德申中华中学         | Sekolah Menengah Chung Hua Port Dickson            | 1914     | 71000     |
| 15   | NPC4001  | 森美蘭 | 芙蓉         | 芙蓉中華中學           | Sekolah Tinggi Chung Hua Seremban                  | 1913     | 70200     |
| 16   | APF9001  | 霹靂   | 金寶         | 培元独立中学           | Sekolah Menengah Pei Yuan (Persendirian)           | 1912     | 31900     |
| 17   | APF2002  | 霹靂   | 怡保         | 培南中学               | Sekolah Menengah Poi Lam (Persendirian)            | 1917     | 31500     |
| 18   | APF5003  | 霹靂   | 安顺         | 三民独立中学           | Sekolah Menengah San Min (Persendirian)            | 1929     | 36000     |
| 19   | APF2004  | 霹靂   | 怡保         | 深斋中学               | Sekolah Menengah Shen Jai (Persendirian)           | 1959     | 31300     |
| 20   | APF4005  | 霹靂   | 江沙         | 崇华独立中学           | Sekolah Menengah Tsung Wah (Persendirian)          |          | 33000     |
| 21   | APF1006  | 霹靂   | 班台         | 育青中学               | Sekolah Menengah Yik Ching (Persendirian)          | 1962     | 34900     |
| 22   | APF2007  | 霹靂   | 怡保         | 育才独立中学           | Sekolah Menengah Yuk Choy (Suwa)                   | 1908     | 30020     |
| 23   | APF6008  | 霹靂   | 太平         | 华联中学               | Sekolah Tinggi Hua Lian (Persendirian)             | 1913     | 34000     |
| 24   | APF1009  | 霹靂   | 曼绒         | 南华独立中学           | Sekolah Tinggi Nan Hwa (Persendirian)              | 1936     | 32400     |
| 25   | PPCB001  | 檳城   | 乔治市       | 锺灵独立中学           | Sekolah Menengah Chung Ling (Persendirian)         | 1917     | 11400     |
| 26   | PPCB002  | 檳城   | 乔治市       | 韩江中学               | Sekolah Menengah Han Chiang (Persendirian)         | 1919     | 11600     |
| 27   | PPCA001  | 檳城   | 大山脚       | 日新独立中学           | Sekolah Menengah Jit Sin (Persendirian)            | 1918     | 14000     |
| 28   | PPCB003  | 檳城   | 乔治市       | 槟华女子独立中学       | Sekolah Menengah Perempuan Cina (Persendirian)     | 1919     | 10350     |
| 29   | PPCB004  | 檳城   | 乔治市       | 菩提独立中学           | Sekolah Menengah Phor Tay Persendirian             |          | 10250     |
| 30   | XPC6201  | 沙巴   | 保佛         | 保佛中学               | Beaufort Middle School                             |          | 89807     |
| 31   | XPC6402  | 沙巴   | 吧巴         | 吧巴中学               | Papar Middle School                                |          | 89608     |
| 32   | XPC4003  | 沙巴   | 亞庇         | 建國中學               | Sekolah Menengah Kian Kok                          | 1963     | 88810     |
| 33   | XPC7004  | 沙巴   | 拿笃         | 拿笃中学               | Sekolah Menengah Lahad Datu                        | 1969     | 91112     |
| 34   | XPC8205  | 沙巴   | 古達         | 培正中学               | Sekolah Menengah Pei Tsin                          |          | 89058     |
| 35   | XPC4006  | 沙巴   | 亞庇         | 沙巴崇正中學           | Sekolah Menengah Tshung Tsin Sabah                 | 1965     | 88300     |
| 36   | XPC1307  | 沙巴   | 丹南         | 丹南崇正中学           | Sekolah Menengah Tshung Tsin Tenom                 | 1965     | 89908     |
| 37   | XPC2008  | 沙巴   | 山打根       | 育源中学               | Sekolah Menengah Yu Yuan                           | 1962     | 90710     |
| 38   | XPC3009  | 沙巴   | 斗湖         | 巴华中学               | Sekolah Tinggi Cina Sabah                          | 1964     | 91007     |
| 39   | YPCQ002  | 砂拉越 | 西连         | 西连民众中学           | Sekolah Menengah Awam Serian                       |          | 94707     |
| 40   | YPCA001  | 砂拉越 | 古晉         | 中華第一中學           | Sekolah Menengah Chung Hua No.1                    | 1958     | 93704     |
| 41   | YPCA002  | 砂拉越 | 古晉         | 中華第三中學           | Sekolah Menengah Chung Hua No.3                    | 1958     | 93300     |
| 42   | YPCA003  | 砂拉越 | 古晉         | 中华第四中学           | Sekolah Menengah Chung Hua No.4                    |          | 93400     |
| 43   | YPCG004  | 砂拉越 | 詩巫         | 公民中学               | Sekolah Menengah Citizen                           | 1960     | 96000     |
| 44   | YPCG002  | 砂拉越 | 詩巫         | 光民中学               | Sekolah Menengah Guong Ming                        | 1952     | 96000     |
| 45   | YPCS002  | 砂拉越 | 美里         | 廉律中学               | Sekolah Menengah Jalan Riam                        |          | 98000     |
| 46   | YPCZ001  | 砂拉越 | 民都鲁       | 开智中学               | Sekolah Menengah Kai Dee                           | 1952     | 97000     |
| 47   | YPCG001  | 砂拉越 | 詩巫         | 公教中学               | Sekolah Menengah Katholik                          | 1960     | 96007     |
| 48   | YPCG005  | 砂拉越 | 詩巫         | 建兴中学               | Sekolah Menengah Kiang Hin                         | 1946     | 96008     |
| 49   | YPCA004  | 砂拉越 | 石角         | 民立中学               | Sekolah Menengah Min Lit                           |          | 93724     |
| 50   | YPCQ001  | 砂拉越 | 泗里街       | 泗里奎民立中学         | Sekolah Menengah Ming Lik, Sarikei                 |          | 96100     |
| 51   | YPCK001  | 砂拉越 | 美里         | 培民中学               | Sekolah Menengah Pei Min                           |          | 98000     |
| 52   | YPCG003  | 砂拉越 | 詩巫         | 黄乃裳中学             | Sekolah Menengah Wong Nai Siong                    | 1967     | 96008     |
| 53   | BPCA003  | 雪蘭莪 | 巴生         | 兴华中学               | Sekolah Menengah Hin Hua                           | 1947     | 41200     |
| 54   | BPCA004  | 雪蘭莪 | 巴生         | 中华独立中学           | Sekolah Menengah Persendirian Cina Chung Hua       | 1911     | 41000     |
| 55   | BPCA001  | 雪蘭莪 | 巴生         | 巴生光华独立中学       | Sekolah Menengah Persendirian Kwang Hua Klang      | 1954     | 41150     |
| 56   | BPCA002  | 雪蘭莪 | 巴生         | 滨华中学               | Sekolah Menengah Pin Hwa                           | 1923     | 41400     |
| 57   | WPC0001  | 吉隆坡 | 吉隆坡       | 吉隆坡中华独立中学     | Sekolah Menengah Chong Hwa Kuala Lumpur            | 1919     | 51100     |
| 58   | WPC0002  | 吉隆坡 | 吉隆坡       | 尊孔独立中学           | Sekolah Menengah Confucian (Persendirian)          | 1906     | 50150     |
| 59   | WPC0003  | 吉隆坡 | 吉隆坡       | 坤成中学               | Sekolah Menengah Kuen Cheng                        | 1908     | 50460     |
| 60   | WPC0004  | 吉隆坡 | 吉隆坡       | 循人中學               | Sekolah Menengah Tsun Jin                          | 1913     | 55200     |
| 8*1  | JPCB001  | 柔佛   | 古来         | 宽柔中学古来分校       | SM Foon Yew Johor Bahru - Kulai                    | 2005     | 81000     |
| SMA  | CGAE002  | 彭亨   | 关丹         | 关丹中华中学（有争议） | Sekolah Menengah Chong Hwa                         | 2014     | 25150     |
| 8*2  | JPCB001  | 柔佛   | 巴西古当     | 宽柔中学至达城分校     | SM Foon Yew Johor Bahru - Seri Alam                | 2020     | 81750     |
| 56*1 | BPCA002  | 雪蘭莪 | 莎亚南       | 滨华中学哥打哥文宁分校 | Sekolah Menengah Pin Hwa Kota Kemuning             | 建设中   | 40460     |
| SMA  |          | 雪蘭莪 | 莎亚南艾美纳 | 吉隆坡中华中学分校（） | Sekolah Menengah Akademik Chong Hwa                | 2027     | 40160     |